# National Recreation Area
Pour les articles homonymes, voir NRA.
Une National Recreation Area, ou NRA, est une zone récréative bénéficiant d'une protection fédérale, aux États-Unis. On en compte plus d'une quarantaine à travers le pays.

## Gestion
Les national recreation areas sont gérées par le Service des parcs nationaux (National Park Service, NPS), rattaché au département de l'Intérieur, ou par le Service des forêts des États-Unis (United States Forest Service, USFS), dépendant du département de l'Agriculture. La White Mountains National Recreation Area fait figure d'exception, puisqu'elle est gérée par le Bureau de gestion du territoire (Bureau of Land Management, BLM).

## Localisation
| \| Allegheny Amistad Arapaho Bighorn Canyon Boston Harbor Islands Chattahoochee River Chickasaw Curecanti Delaware Water Gap Ed Jenkins Flaming Gorge Gateway Gauley River Glen Canyon Golden Gate Grand Island Hells Canyon Jemez Lake Chelan Lake Mead Lake Meredith Lake Roosevelt Land Between The Lakes Moosalamoo Mount Baker Mount Hood Mount Rogers Oregon Dunes Pine Ridge Rattlesnake Robert T. Stafford White Rocks Ross Lake Santa Monica Mountains Sawtooth Smith River Spring Mountains Spruce Knob-Seneca Rocks Whiskeytown–Shasta–Trinity White Mountains Winding Stair Mountain \| Carte localisant l'ensemble des national recreation areas des États-Unis. |
| Allegheny Amistad Arapaho Bighorn Canyon Boston Harbor Islands Chattahoochee River Chickasaw Curecanti Delaware Water Gap Ed Jenkins Flaming Gorge Gateway Gauley River Glen Canyon Golden Gate Grand Island Hells Canyon Jemez Lake Chelan Lake Mead Lake Meredith Lake Roosevelt Land Between The Lakes Moosalamoo Mount Baker Mount Hood Mount Rogers Oregon Dunes Pine Ridge Rattlesnake Robert T. Stafford White Rocks Ross Lake Santa Monica Mountains Sawtooth Smith River Spring Mountains Spruce Knob-Seneca Rocks Whiskeytown–Shasta–Trinity White Mountains Winding Stair Mountain                                                                                 |

## Liste
La Big South Fork National River and Recreation Area et la Mississippi National River and Recreation Area sont davantage considérées comme des « rivières nationales » (en anglais : National Rivers) que comme des zones récréatives nationales.
| Nom                            | Photographie | Localisation                                  | Agence    | Création | Superficie,                 | Description |
| ------------------------------ | ------------ | --------------------------------------------- | --------- | -------- | --------------------------- | --- |
| Allegheny                      |              | Pennsylvanie 41° 40′ N, 79° 02′ O             | USFS      | 1984     | 24 149 acres (98 km2)       | La zone comprend deux sites au sein de la forêt nationale d'Allegheny : autour du réservoir Allegheny et au sud de Warren sur la rive ouest de la rivière Allegheny.      |
| Amistad                        |              | Texas 29° 27′ N, 101° 03′ O                   | NPS       | 1990     | 62 945 acres (255 km2)      | La zone correspond à la partie américaine du réservoir Amistad, sur le Río Grande, partagé entre les États-Unis et le Mexique.                                            |
| Arapaho                        |              | Colorado 40° 08′ N, 105° 49′ O                | USFS      | 1978     | 34 621 acres (140 km2)      | La zone s'étend autour de cinq réservoirs de la haute vallée du Colorado, au sein de la forêt nationale Arapaho-Roosevelt.                                                |
| Bighorn Canyon                 |              | Montana, Wyoming 45° 02′ N, 108° 16′ O        | NPS       | 1966     | 120 296 acres (487 km2)     | La zone a été créée après la construction du barrage de Yellowtail au sud-est de Billings et comprend notamment plusieurs ranchs historiques.                             |
| Boston Harbor Islands          |              | Massachusetts 42° 19′ N, 70° 56′ O            | NPS       | 1996     | 1 482 acres (6 km2)         | La zone regroupe 34 îles et péninsules de la baie de Boston, des espaces naturels à proximité de la ville de Boston.                                                      |
| Chattahoochee River            |              | Géorgie 33° 59′ N, 84° 19′ O                  | NPS       | 1978     | 12 509 acres (51 km2)       | La zone protège plus de 75 km de rives de la Chattahoochee dans la banlieue nord d'Atlanta.                                                                               |
| Chickasaw                      |              | Oklahoma 34° 30′ N, 96° 58′ O                 | NPS       | 1976     | 9 898 acres (40 km2)        | La zone est issue de la fusion en 1976 du parc national Platt, comprenant plusieurs sources naturelles, et de la Arbuckle Recreation Area, autour du lac des Arbuckles.   |
| Curecanti                      |              | Colorado 38° 28′ N, 107° 10′ O                | NPS       | 1965     | 43 590 acres (176 km2)      | La zone, située dans les Montagnes Rocheuses, s'articule autoir de trois lacs de barrage sur la Gunnison.                                                                 |
| Delaware Water Gap             |              | New Jersey, Pennsylvanie 41° 09′ N, 74° 55′ O | NPS       | 1965     | 68 708 acres (278 km2)      | La zone suit le lit majeur de la Delaware sur plus de 60 km entre le New Jersey et le Pennsylvanie,.                                                                      |
| Ed Jenkins                     |              | Géorgie 34° 38′ N, 84° 12′ O                  | USFS      | 1991     | 23 545 acres (95 km2)       | Au sein de la forêt nationale de Chattahoochee-Oconee, la zone a été créée autour du mont Springer, étape finale du sentier des Appalaches.                               |
| Flaming Gorge                  |              | Utah, Wyoming 40° 55′ N, 109° 25′ O           | USFS      | 1968     | 189 817 acres (768 km2)     | La zone s'étend autour du lac de barrage de Flaming Gorge, sur la Green River, dans la forêt nationale d'Ashley,.                                                         |
| Gateway                        |              | New York, New Jersey 40° 27′ N, 73° 59′ O     | NPS       | 1972     | 26 606 acres (108 km2)      | La zone rassemble plusieurs espaces naturels et monuments du littoral du Grand New York, de Sandy Hook à Breezy Point en passant par Staten Island et la baie de Jamaica. |
| Gauley River                   |              | Virginie-Occidentale 38° 12′ N, 80° 53′ O     | NPS       | 1988     | 11 565 acres (47 km2)       | La zone comprend les rives de la Gauley River (en) et de son affluent Meadow River, sur respectivement 40 et 10 km.                                                       |
| Glen Canyon                    |              | Utah, Arizona 36° 59′ N, 111° 29′ O           | NPS       | 1972     | 1 254 116 acres (5 075 km2) | La zone s'étend autour du lac Powell, de la ville de Lee's Ferry en Arizona jusqu'aux falaises orange du sud de l'Utah.                                                   |
| Golden Gate                    |              | Californie 37° 48′ N, 122° 28′ O              | NPS       | 1972     | 82 116 acres (332 km2)      | La zone regroupe plusieurs sites emblématiques autour de San Francisco, dont l'île d'Alcatraz, Muir Woods et les Marin Headlands.                                         |
| Grand Island                   |              | Michigan 46° 30′ N, 86° 40′ O                 | USFS      | 1990     | 13 571 acres (55 km2)       | La zone se confond avec l'île de Grand Island, au large de la Péninsule supérieure du Michigan. Elle fait partie de la forêt nationale de Hiawatha (en).                  |
| Hells Canyon                   |              | Oregon, Idaho 45° 36′ N, 116° 30′ O           | USFS      | 1975     | 661 097 acres (2 675 km2)   | La zone protège les rives de la Snake, en particulier le Hells Canyon. Elle dépend de la forêt nationale de Wallowa-Whitman.                                              |
| Jemez                          |              | Nouveau-Mexique 35° 46′ N, 106° 41′ O         | USFS      | 1993     | 57 732 acres (234 km2)      | La zone est située dans les Monts Jemez (en), terres ancestrales des Pueblos de Jemez, au sein de la forêt nationale de Santa Fe.                                         |
| Lake Chelan                    |              | Washington 48° 19′ N, 120° 40′ O              | NPS       | 1968     | 61 939 acres (251 km2)      | Dans les Cascades, la zone comprend la vallée de Stehekin et la partie nord du lac Chelan, l'un des plus profonds du pays.                                                |
| Lake Mead                      |              | Nevada, Arizona 36° 04′ N, 114° 48′ O         | NPS       | 1964     | 1 495 815 acres (6 053 km2) | Plus grande zone récréative nationale des États-Unis, la zone s'articule autour des lacs de barrage Mead et Mohave, sur le Colorado.                                      |
| Lake Meredith                  |              | Texas 35° 43′ N, 101° 33′ O                   | NPS       | 1990     | 44 977 acres (182 km2)      | La zone s'étend autour du lac Meredith et de la rivière Canadian, dans les plateaux de la panhandle du Texas.                                                             |
| Lake Roosevelt                 |              | Washington 48° 05′ N, 118° 19′ O              | NPS       | 1997     | 100 390 acres (406 km2)     | La zone s'ancre sur les rives du lac Roosevelt, créé par le barrage de Grand Coulee sur le Columbia.                                                                      |
| Land Between The Lakes         |              | Kentucky, Tennessee 36° 51′ N, 88° 04′ O      | USFS      | 1963     | 171 290 acres (693 km2)     | La zone correspond à la péninsule forestière située entre le lac Kentucky et le lac Barkley (en).                                                                         |
| Moosalamoo                     |              | Vermont 43° 55′ N, 73° 01′ O                  | USFS      | 2006     | 15 914 acres (64 km2)       | Autour du Mont Moosalamoo, au sein de la forêt nationale de Green Mountain, la zone comprend deux lacs et de nombreuses pistes de randonnée,.                             |
| Mount Baker                    |              | Washington 48° 43′ N, 121° 50′ O              | USFS      | 1984     | 8 789 acres (36 km2)        | Dans la forêt nationale du mont Baker-Snoqualmie, la zone permet notamment l'usage du motoneige sur les pentes sud du Mont Baker, en dehors de l'aire sauvage,.           |
| Mount Hood                     |              | Oregon 45° 16′ N, 121° 40′ O                  | USFS      | 2009     | 34 598 acres (140 km2)      | La zone regroupe trois aires récréatives distinctes dans la forêt nationale du Mont Hood : Shellrock, Fifteenmile et Mount Hood.                                          |
| Mount Rogers                   |              | Virginie 36° 38′ N, 81° 35′ O                 | USFS      | 1966     | 154 919 acres (627 km2)     | La zone s'étend autour du Mont Rogers, point le plus élevé de l'État de Virginie. Elle fait partie des forêts nationales de George Washington et de Jefferson.            |
| Oregon Dunes                   |              | Oregon 43° 43′ N, 124° 10′ O                  | USFS      | 1972     | 34 364 acres (139 km2)      | Au sein de la forêt nationale de Siuslaw, la zone protège des dunes de sable qui figurent parmi les plus grandes du monde sur une côte tempérée.                          |
| Pine Ridge                     |              | Nebraska 42° 37′ N, 103° 07′ O                | USFS      | 1986     | 6 636 acres (27 km2)        | Sans installations ou équipements particuliers, la zone se trouve dans un environnement dominé par les pins ponderosa au sein de la forêt nationale du Nebraska.          |
| Rattlesnake                    |              | Montana 46° 57′ N, 113° 55′ O                 | USFS      | 1980     | 60 104 acres (243 km2)      | Dans la forêt nationale de Lolo, à proximité de Missoula, la zone comprend de nombreux sentiers traversant les monts Rattlesnake.                                         |
| Robert T. Stafford White Rocks |              | Vermont 43° 23′ N, 72° 55′ O                  | USFS      | 1984     | 36 563 acres (148 km2)      | La zone, située dans la forêt nationale de Green Mountain, doit son nom aux falaises de quartzite de la région et au sénateur Robert Stafford,.                           |
| Ross Lake                      |              | Washington 48° 40′ N, 121° 14′ O              | NPS       | 1968     | 117 574 acres (476 km2)     | Dans les North Cascades, la zone suit le cours du fleuve Skagit autour des lacs Gorge, Diablo et Ross.                                                                    |
| Santa Monica Mountains         |              | Californie 34° 06′ N, 118° 36′ O              | NPS       | 1978     | 157 698 acres (638 km2)     | La zone vise à protèger des écosystèmes méditerranéens et des sites historiques et culturels à proximité immédiate de Los Angeles,.                                       |
| Sawtooth                       |              | Idaho 44° 00′ N, 114° 42′ O                   | USFS      | 1972     | 753 819 acres (3 051 km2)   | La zone rassemble une quarantaine de sommets d'une altitude supérieure à 3 000 mètres, dans la forêt nationale de Sawtooth.                                               |
| Smith River                    |              | Californie 41° 55′ N, 123° 52′ O              | USFS      | 1990     | 329 827 acres (1 335 km2)   | Situé dans la forêt nationale de Six Rivières, la zone s'articule autour du Smith, fleuve connu pour son absence de barrage.                                              |
| Spring Mountains               |              | Nevada 36° 16′ N, 115° 41′ O                  | USFS      | 1993     | 321 708 acres (1 302 km2)   | Connue localement comme le Mont Charleston, la zone fait partie de la forêt nationale de Humboldt-Toiyabe à proximité de Las Vegas.                                       |
| Spruce Knob-Seneca Rocks       |              | Virginie-Occidentale 38° 50′ N, 79° 22′ O     | USFS      | 1965     | 99 824 acres (404 km2)      | Dans la forêt nationale de Monongahela, la zone comprend le point culminant de l'État (Spruce Knob) et des formations rocheuses réputées pour l'escalade (Seneca Rocks).  |
| Whiskeytown–Shasta–Trinity     |              | Californie 40° 37′ N, 122° 33′ O              | NPS, USFS | 1972     | 244 814 acres (991 km2)     | La zone regroupe trois lacs du nord de la Californie : le lac Whiskeytown, géré par le NPS, et les lacs Shasta et Trinity gérés par l'USFS.                               |
| White Mountains                |              | Alaska 65° 24′ N, 147° 48′ O                  | BLM       | 1980     | 1 000 000 acres (4 047 km2) | La zone, située au nord de Fairbanks, s'étend autour des Montagnes blanches et la Beaver Creek.                                                                           |
| Winding Stair Mountain         |              | Oklahoma 34° 44′ N, 94° 47′ O                 | USFS      | 1988     | 26 617 acres (108 km2)      | Au sein de la forêt nationale d'Ouachita, la zone inclut la Talimena Scenic Drive qui conduit au sommet du Mont Winding Stair.                                            |